# Lijst van rijksmonumenten aan de Keizersgracht (Amsterdam, Zuid)
Een overzicht van de 569 rijksmonumenten aan de Keizersgracht in Amsterdam.
Het overzicht is opgesplitst in drie delen. 
Dit is het zuidelijke gedeelte vanaf de Leidsestraat tot de Amstel. Dit zijn de nummers 457 t/m (ergens boven de 700) aan de oneven zijde en 510 t/m (ergens boven de 700) aan de even zijde.
Zie ook de lijst van het noordwestelijke gedeelte vanaf de Brouwersgracht tot de Raadhuisstraat. Dat zijn de nummers 1 t/m 183 aan de oneven zijde en 2 t/m 200 aan de even zijde. 
Zie ook de lijst van het zuidwestelijke  gedeelte vanaf de Raadhuisstraat tot de Leidsestraat. Dat zijn de nummers 185 t/m 455 aan de oneven zijde en 202 t/m 508 aan de even zijde.
| Object | Oorspronkelijke functie? | Bouwjaar                                            | Architect               | Locatie                          | Coördinaten?                  | Nr.?   | Afbeelding |
| --- | ------------------------ | --------------------------------------------------- | ----------------------- | -------------------------------- | ----------------------------- | ------ | --- |
| Huis onder gesneden rechte lijst | Gebouw                   | 1675 (kern)                                         |                         | Keizersgracht 463                | 52° 21' 58" NB, 4° 53' 13" OL | 2361   | Meer afbeeldingen |
| Pand met halsgevel waarin festoenen | Gebouw                   | 1675                                                |                         | Keizersgracht 465                | 52° 21' 57" NB, 4° 53' 13" OL | 2362   | Meer afbeeldingen |
| Complex | Gebouw                   | 1671 en later                                       |                         | Keizersgracht 467                | 52° 21' 58" NB, 4° 53' 14" OL | 2363   | Meer afbeeldingen |
| Pand met gevel onder rechte lijst | Gebouw                   | tweede helft 19e eeuw                               |                         | Keizersgracht 471A               | 52° 21' 57" NB, 4° 53' 14" OL | 2364   | Meer afbeeldingen |
| Voormalige pakhuis met woning | Woonhuis                 | 17e/18e/19e eeuw                                    | Pieter Adolfse de Zeeuw | Keizersgracht 481                | 52° 21' 54" NB, 4° 53' 19" OL | 2365   | Meer afbeeldingen |
| Pakhuis met puntgevel | Gebouw                   | tweede helft 17e eeuw                               | Pieter Adolfse de Zeeuw | Keizersgracht 483A               | 52° 21' 56" NB, 4° 53' 15" OL | 2366   | Meer afbeeldingen |
| Pakhuis, later koetshuis ? | Gebouw                   | 17e/19e eeuw                                        | Pieter Adolfse de Zeeuw | Keizersgracht 485A               | 52° 21' 56" NB, 4° 53' 15" OL | 2367   | Meer afbeeldingen |
| Pakhuis Sparreboom, pakhuis met puntgevel | Gebouw                   | tweede helft 17e eeuw                               | Pieter Adolfse de Zeeuw | Keizersgracht 487                | 52° 21' 56" NB, 4° 53' 16" OL | 2368   | Meer afbeeldingen |
| Pand met gevel onder rechte lijst | Gebouw                   | derde kwart 19e eeuw                                |                         | Keizersgracht 491                | 52° 21' 56" NB, 4° 53' 16" OL | 2369   | Meer afbeeldingen |
| Groot dubbel pakhuis met gevel onder rechte lijst | Industrie                | derde kwart 19e eeuw                                |                         | Keizersgracht 493                | 52° 21' 55" NB, 4° 53' 17" OL | 2370   | Meer afbeeldingen |
| Pand met gevel onder rechte lijst | Woonhuis                 | eerste kwart 19e eeuw                               |                         | Keizersgracht 497                | 52° 21' 55" NB, 4° 53' 18" OL | 2371   | Meer afbeeldingen |
| Pand met gevel onder rechte lijst | Woonhuis                 | eerste kwart 19e eeuw                               |                         | Keizersgracht 499                | 52° 21' 55" NB, 4° 53' 18" OL | 2372   | Meer afbeeldingen |
| Pand met gevel onder rechte lijst | Gebouw                   | eerste kwart 19e eeuw                               |                         | Keizersgracht 501                | 52° 21' 55" NB, 4° 53' 18" OL | 2373   | Meer afbeeldingen |
| Pand met halsgevel | Gebouw                   | eerste kwart 18e eeuw                               |                         | Keizersgracht 503                | 52° 21' 54" NB, 4° 53' 19" OL | 2374   | Meer afbeeldingen |
| Pand met halsgevel | Gebouw                   | eerste kwart 18e eeuw                               |                         | Keizersgracht 505                | 52° 21' 54" NB, 4° 53' 19" OL | 2375   | Meer afbeeldingen |
| Pand met halsgevel | Gebouw                   | eerste helft 18e eeuw                               |                         | Keizersgracht 519                | 52° 21' 54" NB, 4° 53' 20" OL | 2376   | Pand met halsgevel |
| Pand met halsgevel | Gebouw                   | tweede helft 17e eeuw                               |                         | Keizersgracht 521                | 52° 21' 53" NB, 4° 53' 20" OL | 2377   | Pand met halsgevel |
| Pand met gevel onder triglyfenlijst | Gebouw                   | 18e/19e eeuw                                        |                         | Keizersgracht 529                | 52° 21' 53" NB, 4° 53' 21" OL | 2378   | Meer afbeeldingen |
| Pand met halsgeveltje | Gebouw                   | 18e eeuw                                            |                         | Keizersgracht 535                | 52° 21' 53" NB, 4° 53' 22" OL | 2379   | Meer afbeeldingen |
| Pand met halsgeveltje | Gebouw                   | 18e eeuw                                            |                         | Keizersgracht 537                | 52° 21' 53" NB, 4° 53' 22" OL | 2380   | Pand met halsgeveltje |
| Huis met gevel onder rechte lijst | Gebouw                   | 18e/19e eeuw                                        |                         | Keizersgracht 557                | 52° 21' 52" NB, 4° 53' 25" OL | 2381   | Meer afbeeldingen |
| Pand met halsgevel | Gebouw                   | 17e/18e eeuw                                        |                         | Keizersgracht 559                | 52° 21' 52" NB, 4° 53' 25" OL | 2382   | Meer afbeeldingen |
| Pand met klokgevel | Gebouw                   | derde kwart 18e eeuw                                |                         | Keizersgracht 561                | 52° 21' 52" NB, 4° 53' 25" OL | 2383   | Meer afbeeldingen |
| Pand met klokgevel | Gebouw                   | tweede helft 17e eeuw                               |                         | Keizersgracht 563                | 52° 21' 52" NB, 4° 53' 25" OL | 2384   | Meer afbeeldingen |
| Vier traveeën breed huis met links aansluitend overbouwde doorgang | Gebouw                   | 1672 (huis) 19e eeuw (verbouwing)                   |                         | Keizersgracht 565                | 52° 21' 52" NB, 4° 53' 26" OL | 2385   | Meer afbeeldingen |
| Kantoorgebouw met bijbehorend hek als erfscheiding | Handel en kantoor        | 1894                                                |                         | Keizersgracht 569                | 52° 21' 52" NB, 4° 53' 27" OL | 518338 | Meer afbeeldingen |
| Kantoorgebouw | Handel en kantoor        | 1909-1910                                           |                         | Keizersgracht 573                | 52° 21' 52" NB, 4° 53' 28" OL | 518346 | Meer afbeeldingen |
| Dubbel huis met gevel voorzien van een middenrisaliet onder rechte lijst, die evenals de deuromlijsting, deur en stoeppalen                                                          | Woonhuis                 | 17e/19e eeuw                                        |                         | Keizersgracht 579A               | 52° 21' 51" NB, 4° 53' 29" OL | 2386   | Meer afbeeldingen |
| Pand met gevel onder holle rechte lijst | Gebouw                   | eerste kwart 18e eeuw                               |                         | Keizersgracht 583                | 52° 21' 51" NB, 4° 53' 30" OL | 2387   | Meer afbeeldingen |
| Pand met gevel onder holle rechte lijst | Gebouw                   | eerste kwart 18e eeuw                               |                         | Keizersgracht 585                | 52° 21' 51" NB, 4° 53' 30" OL | 2388   | Meer afbeeldingen |
| Pand met gepleisterde gevel onder rechte lijst waarboven schilddakje | Gebouw                   | eind 18e of begin 19e eeuw                          |                         | Keizersgracht 510                | 52° 21' 57" NB, 4° 53' 11" OL | 2629   | Meer afbeeldingen |
| Pand met gepleisterde gevel onder rechte lijst waarboven schilddakje | Gebouw                   | begin 19e eeuw                                      |                         | Keizersgracht 512                | 52° 21' 56" NB, 4° 53' 11" OL | 2630   | Meer afbeeldingen |
| Pand met gevel onder rechte lijst | Gebouw                   | 17e/19e eeuw                                        |                         | Keizersgracht 514                | 52° 21' 56" NB, 4° 53' 11" OL | 2631   | Meer afbeeldingen |
| Pand met gevel onder rechte lijst | Gebouw                   | eerste helft 19e eeuw                               |                         | Keizersgracht 516                | 52° 21' 56" NB, 4° 53' 11" OL | 2632   | Meer afbeeldingen |
| Huis met gevel onder rechte lijst | Gebouw                   | 1670 (huis) eerste kwart 19e eeuw (gevel)           |                         | Keizersgracht 518                | 52° 21' 56" NB, 4° 53' 12" OL | 2633   | Meer afbeeldingen |
| Pand met gevel onder rechte lijst | Gebouw                   | 17e/19e eeuw                                        |                         | Keizersgracht 520                | 52° 21' 56" NB, 4° 53' 11" OL | 2634   | Meer afbeeldingen |
| Pand met gevel onder verhoogde lijst | Werk-woonhuis            | 17e/18e eeuw                                        |                         | Keizersgracht 522                | 52° 21' 56" NB, 4° 53' 12" OL | 2635   | Meer afbeeldingen |
| Pand met gevel onder rechte lijst | Woonhuis                 | 18e/19e eeuw                                        |                         | Keizersgracht 524                | 52° 21' 56" NB, 4° 53' 12" OL | 2636   | Meer afbeeldingen |
| Bakstenen tuinhuis van één bouwlaag met een plat dak | Onderdeel woningen e.d.  |                                                     |                         | Keizersgracht bij 526            | 52° 21' 55" NB, 4° 53' 13" OL | 528263 | Bakstenen tuinhuis van één bouwlaag met een plat dak |
| Pand met gevel onder latere armelijke klokvormige top | Woonhuis                 | ca. 1750                                            |                         | Keizersgracht 528                | 52° 21' 55" NB, 4° 53' 13" OL | 2637   | Meer afbeeldingen |
| Pand met gevel onder rechte lijst | Gebouw                   | 18e eeuw (bouw) 19e eeuw (verbouwd)                 |                         | Keizersgracht 530                | 52° 21' 55" NB, 4° 53' 13" OL | 2638   | Meer afbeeldingen |
| Pand met brede gevel van drie traveeën met middenrisaliet en hoeklisenen, onder rechte lijst met consoles                                                                            | Gebouw                   | eerste helft 18e eeuw                               |                         | Keizersgracht 532                | 52° 21' 55" NB, 4° 53' 13" OL | 2639   | Meer afbeeldingen |
| Pand met klokgevel met twee oeils-de-boeuf | Gebouw                   | 17e/19e eeuw                                        |                         | Keizersgracht 536                | 52° 21' 55" NB, 4° 53' 14" OL | 2640   | Meer afbeeldingen |
| Pand met gevel onder rechte lijst met gemetselde dakkapel | Woonhuis                 | 1671                                                |                         | Keizersgracht 538                | 52° 21' 55" NB, 4° 53' 14" OL | 2641   | Pand met gevel onder rechte lijst met gemetselde dakkapel |
| Pand met smalle gevel onder rechte lijst | Gebouw                   | 1671                                                |                         | Keizersgracht 540                | 52° 21' 55" NB, 4° 53' 14" OL | 2642   | Pand met smalle gevel onder rechte lijst |
| Huis, waarvan de gevel is vernieuwd onder de oorspronkelijke rechte lijst met gemetselde dakkapel                                                                                    | Gebouw                   | 1671                                                |                         | Keizersgracht 542                | 52° 21' 54" NB, 4° 53' 14" OL | 2643   | Huis, waarvan de gevel is vernieuwd onder de oorspronkelijke rechte lijst met gemetselde dakkapel                                                                                    |
| Pand met gevel waarin een festoen | Werk-woonhuis            | 17e/18e eeuw                                        |                         | Keizersgracht 544                | 52° 21' 54" NB, 4° 53' 15" OL | 2644   | Pand met gevel waarin een festoen |
| Pand met zeer rijke klokgevel | Werk-woonhuis            | 1760                                                |                         | Keizersgracht 546                | 52° 21' 54" NB, 4° 53' 15" OL | 2645   | Meer afbeeldingen |
| Pand met vrijwel geheel herbouwde gevel waarop hals | Gebouw                   | laatste kwart 17e eeuw                              |                         | Keizersgracht 548                | 52° 21' 54" NB, 4° 53' 15" OL | 2646   | Meer afbeeldingen |
| Pand met gevel onder rechte triglyfenlijst met geblokte kelderpui | Gebouw                   | 18e/19e eeuw                                        |                         | Keizersgracht 550                | 52° 21' 54" NB, 4° 53' 15" OL | 2647   | Pand met gevel onder rechte triglyfenlijst met geblokte kelderpui |
| Pand met herbouwde gevel | Woonhuis                 | 18e/19e eeuw                                        |                         | Keizersgracht 552                | 52° 21' 54" NB, 4° 53' 15" OL | 2648   | Pand met herbouwde gevel |
| Pand met klokgevel (op de foto rechts) | Gebouw                   | tweede helft 17e eeuw                               |                         | Keizersgracht 554                | 52° 21' 54" NB, 4° 53' 16" OL | 2649   | Meer afbeeldingen |
| Pand met klokgevel | Gebouw                   | tweede helft 17e eeuw                               |                         | Keizersgracht 556                | 52° 21' 54" NB, 4° 53' 16" OL | 2650   | Meer afbeeldingen |
| Pand met brede gevel van twee vensterassen onder rechte lijst | Gebouw                   | 17e/19e eeuw                                        |                         | Keizersgracht 558                | 52° 21' 54" NB, 4° 53' 16" OL | 2651   | Meer afbeeldingen |
| Pand met klokgevel | Gebouw                   | tweede helft 17e eeuw                               |                         | Keizersgracht 562                | 52° 21' 53" NB, 4° 53' 16" OL | 2652   | Meer afbeeldingen |
| Pand met gevel waarvan bovenste verdieping en rechte lijst | Woonhuis                 | 17e/19e eeuw                                        |                         | Keizersgracht 564                | 52° 21' 53" NB, 4° 53' 17" OL | 2653   | Meer afbeeldingen |
| Doleantiekerk; Keizersgrachtkerk | Kerk en kerkonderdeel    | 1887-1888                                           |                         | Keizersgracht 566                | 52° 21' 53" NB, 4° 53' 17" OL | 518347 | Meer afbeeldingen |
| Pand met klokgevel | Woonhuis                 | tweede helft 17e eeuw                               |                         | Keizersgracht 568                | 52° 21' 52" NB, 4° 53' 17" OL | 2654   | Meer afbeeldingen |
| Pand met klokgevel | Gebouw                   | tweede helft 17e eeuw                               |                         | Keizersgracht 570A               | 52° 21' 52" NB, 4° 53' 18" OL | 2655   | Meer afbeeldingen |
| Dubbel huis samengesteld uit twee 17e-eeuwse huizen | Woonhuis                 | 1770                                                |                         | Keizersgracht 572                | 52° 21' 52" NB, 4° 53' 18" OL | 2656   | Meer afbeeldingen |
| Pand met halsgevel | Gebouw                   | 1699/1700                                           |                         | Keizersgracht 574                | 52° 21' 52" NB, 4° 53' 18" OL | 2657   | Pand met halsgevel |
| Huis achter een gevel in traditionele vormen, onder rechte lijst | Gebouw                   | 1699/1700                                           |                         | Keizersgracht 576                | 52° 21' 52" NB, 4° 53' 19" OL | 2658   | Huis achter een gevel in traditionele vormen, onder rechte lijst |
| Huis achter een gevel onder rechte lijst en met deurpartij | Gebouw                   | 1699/1700                                           |                         | Keizersgracht 578                | 52° 21' 52" NB, 4° 53' 19" OL | 2659   | Huis achter een gevel onder rechte lijst en met deurpartij |
| Pand met klokgevel | Gebouw                   | 1687                                                |                         | Keizersgracht 580                | 52° 21' 52" NB, 4° 53' 19" OL | 2660   | Pand met klokgevel |
| Pand met klokgevel met oeils-de-boeuf | Gebouw                   | 1687                                                |                         | Keizersgracht 582                | 52° 21' 51" NB, 4° 53' 19" OL | 2661   | Pand met klokgevel met oeils-de-boeuf |
| Pand met gevel onder rechte lijst met dakkapel | Gebouw                   | 1687                                                |                         | Keizersgracht 584                | 52° 21' 51" NB, 4° 53' 20" OL | 2662   | Pand met gevel onder rechte lijst met dakkapel |
| Huis met gepleisterde gevel onder rechte lijst | Gebouw                   | 1687                                                |                         | Keizersgracht 586                | 52° 21' 51" NB, 4° 53' 20" OL | 2663   | Huis met gepleisterde gevel onder rechte lijst |
| Huis, samengesteld uit een oud linkerdeel met gevel onder rechte lijst en attiek, met hoeklisenen en gebeeldhouwde onderpui en een in stijl daarbij aangepast nieuw rechter gedeelte | Woonhuis                 | laatste kwart 18e eeuw                              |                         | Keizersgracht 590A               | 52° 21' 51" NB, 4° 53' 21" OL | 2664   | Huis, samengesteld uit een oud linkerdeel met gevel onder rechte lijst en attiek, met hoeklisenen en gebeeldhouwde onderpui en een in stijl daarbij aangepast nieuw rechter gedeelte |
| Hoekhuis met gevel voorzien van middenrisaliet en hoeklisenen onder omlopende versierde lijst en attiek                                                                              | Woonhuis                 | 17e eeuw                                            |                         | Keizersgracht 596                | 52° 21' 50" NB, 4° 53' 22" OL | 2665   | Meer afbeeldingen |
| Pand met gevel onder rechte lijst en dwars dak | Gebouw                   | 1667/1669                                           |                         | Keizersgracht 598                | 52° 21' 50" NB, 4° 53' 22" OL | 2666   | Pand met gevel onder rechte lijst en dwars dak |
| Pand met gevel onder rechte lijst en attiek | Woonhuis                 | 1667/1669                                           |                         | Keizersgracht 600                | 52° 21' 50" NB, 4° 53' 23" OL | 2667   | Pand met gevel onder rechte lijst en attiek |
| Pand met gevel onder gesneden rechte lijst, evenals deur- en vensteromlijstingen | Woonhuis                 | 1667/1669                                           |                         | Keizersgracht 602                | 52° 21' 50" NB, 4° 53' 23" OL | 2668   | Pand met gevel onder gesneden rechte lijst, evenals deur- en vensteromlijstingen |
| Dubbel huis met gevel van drie traveeën met zandstenen hoeklisenen, deuromlijsting en triglyfenlijst en bakstenen attiek                                                             | Gebouw                   | 1670                                                |                         | Keizersgracht 604                | 52° 21' 50" NB, 4° 53' 23" OL | 2669   | Dubbel huis met gevel van drie traveeën met zandstenen hoeklisenen, deuromlijsting en triglyfenlijst en bakstenen attiek                                                             |
| Pand met zware halsgevel | Gebouw                   | 1731/1733                                           |                         | Keizersgracht 606                | 52° 21' 50" NB, 4° 53' 24" OL | 2670   | Meer afbeeldingen |
| Pand met zware halsgevel | Gebouw                   | 1731/1733                                           |                         | Keizersgracht 608                | 52° 21' 50" NB, 4° 53' 24" OL | 2671   | Meer afbeeldingen |
| Huis met gesneden rechte lijst | Gebouw                   | 1731/1733                                           |                         | Keizersgracht 610                | 52° 21' 50" NB, 4° 53' 25" OL | 2672   | Meer afbeeldingen |
| Pand met vierraamsgevel onder rechte lijst met triglyfen, evenals de deur, snijraam, snijraamhek en roedenverdeling                                                                  | Woonhuis                 | tweede helft 17e eeuw                               |                         | Keizersgracht 612                | 52° 21' 50" NB, 4° 53' 25" OL | 2673   | Meer afbeeldingen |
| Pand met gevel onder rechte lijst met triglyfen, met hardstenen onderpui, deur en vensteromlijstingen                                                                                | Werk-woonhuis            | ca. 1800                                            |                         | Keizersgracht 614                | 52° 21' 50" NB, 4° 53' 26" OL | 2674   | Meer afbeeldingen |
| Pand met gevel onder rechte lijst, met hardstenen onderpui | Gebouw                   | 1690                                                |                         | Keizersgracht 616                | 52° 21' 50" NB, 4° 53' 26" OL | 2675   | Meer afbeeldingen |
| Tuinhuis | Onderdeel woningen e.d.  | tweede helft 19e eeuw                               |                         | Keizersgracht bij 616            | 52° 21' 50" NB, 4° 53' 26" OL | 528264 | Upload foto |
| Pand met gevel onder rechte lijst | Gebouw                   | 18e/19e eeuw                                        |                         | Keizersgracht 618                | 52° 21' 50" NB, 4° 53' 26" OL | 2676   | Meer afbeeldingen |
| Pand met halsgevel met vleugelstukken | Gebouw                   | 1700-1750                                           |                         | Keizersgracht 620                | 52° 21' 49" NB, 4° 53' 26" OL | 2677   | Meer afbeeldingen |
| Pand in 18e-eeuwse trant en in aansluiting aan nr 620 gebouwd. Slechts op de lijst vermeld vanwege de zandstenen onderdelen van de gevelhals                                         | Gebouw                   | laatste 17e eeuw (pand) 19e eeuw (verb.)            |                         | Keizersgracht 622                | 52° 21' 49" NB, 4° 53' 27" OL | 2678   | Meer afbeeldingen |
| Pand met gevel onder rechte lijst | Gebouw                   | ca. 1800                                            |                         | Keizersgracht 624                | 52° 21' 50" NB, 4° 53' 27" OL | 2679   | Meer afbeeldingen |
| Pand gewijzigd tot klokgevel | Woonhuis                 | tweede helft 17e eeuw                               |                         | Keizersgracht 626                | 52° 21' 50" NB, 4° 53' 27" OL | 2680   | Meer afbeeldingen |
| Pand gewijzigd tot klokgevel | Gebouw                   | tweede helft 17e eeuw                               |                         | Keizersgracht 628                | 52° 21' 50" NB, 4° 53' 28" OL | 2681   | Meer afbeeldingen |
| Pand met halsgevel met oeils-de-boeuf | Gebouw                   | tweede helft 17e eeuw                               |                         | Keizersgracht 630                | 52° 21' 50" NB, 4° 53' 28" OL | 2682   | Meer afbeeldingen |
| Pand met gevel onder klokvormige top (xix | Gebouw                   | 18e/19e eeuw                                        |                         | Keizersgracht 632                | 52° 21' 50" NB, 4° 53' 28" OL | 2683   | Meer afbeeldingen |
| Pand met halsgevel | Gebouw                   | eerste kwart 18e eeuw                               |                         | Keizersgracht 634                | 52° 21' 49" NB, 4° 53' 28" OL | 2684   | Meer afbeeldingen |
| Pand met halsgevel | Gebouw                   | eerste kwart 18e eeuw                               |                         | Keizersgracht 636                | 52° 21' 49" NB, 4° 53' 29" OL | 2685   | Meer afbeeldingen |
| Pand met halsgevel | Gebouw                   | eerste kwart 18e eeuw                               |                         | Keizersgracht 638                | 52° 21' 49" NB, 4° 53' 29" OL | 2686   | Meer afbeeldingen |
| Pand met halsgevel | Gebouw                   | eerste kwart 18e eeuw                               |                         | Keizersgracht 640                | 52° 21' 49" NB, 4° 53' 29" OL | 2687   | Meer afbeeldingen |
| Pand met halsgevel | Gebouw                   | eerste kwart 18e eeuw                               |                         | Keizersgracht 642A               | 52° 21' 49" NB, 4° 53' 30" OL | 2688   | Meer afbeeldingen |
| Pand met gevel onder rechte lijst | Woonhuis                 | eerste kwart 18e eeuw                               |                         | Keizersgracht 644A               | 52° 21' 49" NB, 4° 53' 30" OL | 2689   | Meer afbeeldingen |
| Pand met gevel onder rechte lijst | Gebouw                   | eerste kwart 17e eeuw                               |                         | Keizersgracht 646A               | 52° 21' 49" NB, 4° 53' 30" OL | 2690   | Meer afbeeldingen |
| Pand met gevel onder zware verhoogde lijst | Woonhuis                 | 18e/19e eeuw                                        |                         | Keizersgracht 648                | 52° 21' 49" NB, 4° 53' 31" OL | 2691   | Meer afbeeldingen |
| Plaat- of balkbrug | Brug                     | 1916 (oorsprong) 1921 (verb.)                       | P.L. Kramer             | Keizersgracht/brug 43            | 52° 21' 58" NB, 4° 53' 12" OL | 518394 | Meer afbeeldingen |
| Plaat- of balkbrug | Brug                     | 1922                                                | P.L. Kramer             | Keizersgracht/Johanna Borskibrug | 52° 21' 54" NB, 4° 53' 34" OL | 518392 | Meer afbeeldingen |
| Breed koetshuis met gevel voorzien van gebosseerde hoeklisenen en rechte lijst waarop drie dakkapellen                                                                               | Gebouw                   | 18e eeuw (voor 1767)                                |                         | Keizersgracht 607                | 52° 21' 51" NB, 4° 53' 35" OL | 2389   | Breed koetshuis met gevel voorzien van gebosseerde hoeklisenen en rechte lijst waarop drie dakkapellen                                                                               |
| Pakhuis Het Spook verbouwd tot Museum Fodor, thans FOAM | Opslag                   | 1861/1862                                           | Cornelis Outshoorn      | Keizersgracht 609                | 52° 21' 50" NB, 4° 53' 36" OL | 2390   | Meer afbeeldingen |
| Pand met halsgevel | Gebouw                   | eerste kwart 17e eeuw                               |                         | Keizersgracht 611                | 52° 21' 51" NB, 4° 53' 36" OL | 2391   | Meer afbeeldingen |
| Pand met halsgevel met versierde stoep en kelderpui | Gebouw                   | eerste kwart 18e eeuw                               |                         | Keizersgracht 613                | 52° 21' 51" NB, 4° 53' 37" OL | 2392   | Meer afbeeldingen |
| Pand met halsgevel met dolfijnen waarop amphion en triton als vleugelstukken | Gebouw                   | eerste kwart 18e eeuw                               | Pieter Adolfse de Zeeuw | Keizersgracht 615                | 52° 21' 50" NB, 4° 53' 37" OL | 2394   | Meer afbeeldingen |
| Pand met gevel in traditionele vormen, onder rechte lijst | Gebouw                   | tweede helft 19e eeuw                               |                         | Keizersgracht 631                | 52° 21' 50" NB, 4° 53' 39" OL | 2395   | Pand met gevel in traditionele vormen, onder rechte lijst |
| Pand met gevel onder rechte lijst | Gebouw                   | derde kwart 19e eeuw                                |                         | Keizersgracht 633                | 52° 21' 50" NB, 4° 53' 40" OL | 2396   | Meer afbeeldingen |
| Koetshuis met brede gevel onder rechte lijst, met middenrisaliet en hoeklisenen | Gebouw                   | mogelijk 18e eeuw                                   |                         | Keizersgracht 635                | 52° 21' 50" NB, 4° 53' 40" OL | 2397   | Meer afbeeldingen |
| Pand met gevel onder rechte lijst | Gebouw                   | 18e/19e eeuw                                        |                         | Keizersgracht 637A               | 52° 21' 50" NB, 4° 53' 41" OL | 2398   | Meer afbeeldingen |
| Pand met gepleisterde gevel op hardstenen onderpui en onder rechte lijst waarop geknikte attiek                                                                                      | Gebouw                   | derde kwart 19e eeuw                                |                         | Keizersgracht 641A               | 52° 21' 50" NB, 4° 53' 41" OL | 2399   | Meer afbeeldingen |
| Pand met gevel onder rechte lijst | Gebouw                   | 18e/19e eeuw                                        |                         | Keizersgracht 643A               | 52° 21' 50" NB, 4° 53' 42" OL | 2400   | Meer afbeeldingen |
| Pand met gevel onder rechte lijst | Gebouw                   | 18e/19e eeuw                                        |                         | Keizersgracht 645A               | 52° 21' 50" NB, 4° 53' 42" OL | 2401   | Meer afbeeldingen |
| Pand met halsgevel | Gebouw                   | tweede helft 17e eeuw                               |                         | Keizersgracht 647A               | 52° 21' 49" NB, 4° 53' 42" OL | 2402   | Meer afbeeldingen |
| Pand met halsgevel van het type met 'doorboordebloem-motief' | Gebouw                   | eerste kwart 18e eeuw                               |                         | Keizersgracht 649A               | 52° 21' 49" NB, 4° 53' 43" OL | 2403   | Meer afbeeldingen |
| Koetshuisje met gevel onder rechte lijst | Gebouw                   | 18e eeuw                                            |                         | Keizersgracht 651                | 52° 21' 49" NB, 4° 53' 43" OL | 2404   | Meer afbeeldingen |
| Pand met gevel (oorspronkelijk klokgevel) onder rechte lijst | Gebouw                   | tweede helft 17e eeuw                               |                         | Keizersgracht 653                | 52° 21' 49" NB, 4° 53' 43" OL | 2405   | Meer afbeeldingen |
| Pand met gevel onder rechte lijst | Gebouw                   | 18e eeuw (na 1767)                                  |                         | Keizersgracht 655                | 52° 21' 49" NB, 4° 53' 43" OL | 2406   | Meer afbeeldingen |
| Pand met gevel onder rechte lijst met consoles | Woonhuis                 | derde kwart 18e eeuw (na 1767)                      |                         | Keizersgracht 659                | 52° 21' 49" NB, 4° 53' 44" OL | 2407   | Meer afbeeldingen |
| Huis onder dwars dak | Gebouw                   | tweede helft 17e eeuw                               |                         | Keizersgracht 661                | 52° 21' 49" NB, 4° 53' 44" OL | 2408   | Huis onder dwars dak |
| Smal huis met gevel onder getoogde lijst | Gebouw                   | 18e eeuw (voor 1767)                                |                         | Keizersgracht 663                | 52° 21' 49" NB, 4° 53' 47" OL | 2409   | Meer afbeeldingen |
| Huis met gevel onder rechte lijst | Gebouw                   | 1687 (kern)                                         | Jan Aertsz van den Berg | Keizersgracht 667                | 52° 21' 49" NB, 4° 53' 47" OL | 2410   | Meer afbeeldingen |
| Smal huis | Gebouw                   | 1675                                                |                         | Keizersgracht 671                | 52° 21' 49" NB, 4° 53' 48" OL | 2411   | Smal huis |
| Pand met smalle gevel (oorspronkelijk halsgevel) bovenlicht | Gebouw                   | 1675                                                | Barend Vierhuizen       | Keizersgracht 673                | 52° 21' 49" NB, 4° 53' 48" OL | 2412   | Pand met smalle gevel (oorspronkelijk halsgevel) bovenlicht |
| Pand met smalle gevel (oorspronkelijk halsgevel) onder rechte lijst | Gebouw                   | 1675                                                | Daniel Molenijzer       | Keizersgracht 675                | 52° 21' 50" NB, 4° 53' 48" OL | 2413   | Pand met smalle gevel (oorspronkelijk halsgevel) onder rechte lijst |
| Pand met smalle gevel (oorspronkelijk halsgevel) onder rechte lijst | Gebouw                   | 1675                                                | Daniel Molenijzer       | Keizersgracht 677                | 52° 21' 50" NB, 4° 53' 48" OL | 2414   | Pand met smalle gevel (oorspronkelijk halsgevel) onder rechte lijst |
| Pand met gevel onder triglyfenlijst met balustrade | Gebouw                   | laatste kwart 18e eeuw                              |                         | Keizersgracht 679                | 52° 21' 50" NB, 4° 53' 48" OL | 2415   | Pand met gevel onder triglyfenlijst met balustrade |
| Pand met gevel onder rechte lijst | Gebouw                   | 1690                                                | Obbe Harmensz           | Keizersgracht 681                | 52° 21' 50" NB, 4° 53' 49" OL | 2416   | Pand met gevel onder rechte lijst |
| Pand met gevel met middenrisaliet en hoeklisenen onder rechte lijst, evenals de deur, -kalf en snijraam                                                                              | Gebouw                   | 1690                                                | Obbe Harmensz           | Keizersgracht 683                | 52° 21' 50" NB, 4° 53' 49" OL | 2417   | Pand met gevel met middenrisaliet en hoeklisenen onder rechte lijst, evenals de deur, -kalf en snijraam                                                                              |
| Pand met gevel onder rechte lijst met linker hoekrisaliet | Gebouw                   | laatste kwart 17e eeuw                              |                         | Keizersgracht 691A               | 52° 21' 50" NB, 4° 53' 50" OL | 2418   | Pand met gevel onder rechte lijst met linker hoekrisaliet |
| Pand met gevel onder rechte lijst met rechter hoekrisaliet, bakstenen attiek | Gebouw                   | laatste kwart 17e eeuw                              |                         | Keizersgracht 693A               | 52° 21' 50" NB, 4° 53' 51" OL | 2419   | Meer afbeeldingen |
| Pand met halsgevel met stroomgoden als vleugelstukken | Gebouw                   | laatste kwart 17e eeuw                              |                         | Keizersgracht 695                | 52° 21' 50" NB, 4° 53' 51" OL | 2420   | Meer afbeeldingen |
| Huis waarvan de gevel is beëindigd door een rechte lijst | Gebouw                   | 17e/19e eeuw                                        |                         | Keizersgracht 697A               | 52° 21' 50" NB, 4° 53' 51" OL | 2421   | Huis waarvan de gevel is beëindigd door een rechte lijst |
| Pand met halsgevel met twee oeils-de-boeuf | Gebouw                   | 17e/19e eeuw                                        |                         | Keizersgracht 699                | 52° 21' 50" NB, 4° 53' 52" OL | 2422   | Pand met halsgevel met twee oeils-de-boeuf |
| Pand met gevel onder rechte lijst | Gebouw                   | eerste helft 19e eeuw                               |                         | Keizersgracht 703                | 52° 21' 50" NB, 4° 53' 52" OL | 2423   | Pand met gevel onder rechte lijst |
| Hoekhuis onder schilddak tegenwoordig aspect | Gebouw                   | voor 1770 (kern)                                    |                         | Keizersgracht 711I               | 52° 21' 51" NB, 4° 53' 54" OL | 2424   | Hoekhuis onder schilddak tegenwoordig aspect |
| Pand met gevel onder rechte lijst | Gebouw                   | 17e/19e eeuw                                        |                         | Keizersgracht 717A               | 52° 21' 51" NB, 4° 53' 55" OL | 2425   | Pand met gevel onder rechte lijst |
| Pand met gevel | Gebouw                   | 1678                                                |                         | Keizersgracht 721A               | 52° 21' 51" NB, 4° 53' 56" OL | 2426   | Meer afbeeldingen |
| Pand met gevel onder rechte lijst | Gebouw                   | eerste helft 19e eeuw                               |                         | Keizersgracht 723I               | 52° 21' 51" NB, 4° 53' 56" OL | 2427   | Meer afbeeldingen |
| Pand met halsgevel | Gebouw                   | 1697                                                |                         | Keizersgracht 725                | 52° 21' 51" NB, 4° 53' 57" OL | 2428   | Meer afbeeldingen |
| Pand met halsgevel | Woonhuis                 | 1697                                                |                         | Keizersgracht 727                | 52° 21' 51" NB, 4° 53' 57" OL | 2429   | Meer afbeeldingen |
| Pand met gevel onder rechte lijst | Gebouw                   | eerste kwart 19e eeuw                               |                         | Keizersgracht 729                | 52° 21' 51" NB, 4° 53' 57" OL | 2430   | Pand met gevel onder rechte lijst |
| Pand met gevel onder rechte lijst | Gebouw                   | eerste kwart 19e eeuw                               |                         | Keizersgracht 731                | 52° 21' 51" NB, 4° 53' 57" OL | 2431   | Meer afbeeldingen |
| Pand met gevel onder rechte lijst | Gebouw                   | tweede kwart 19e eeuw                               |                         | Keizersgracht 733                | 52° 21' 51" NB, 4° 53' 58" OL | 2432   | Meer afbeeldingen |
| Pand met gevel in traditionele vormen, onder rechte lijst | Gebouw                   | tweede helft 19e eeuw                               |                         | Keizersgracht 735                | 52° 21' 52" NB, 4° 53' 58" OL | 2433   | Meer afbeeldingen |
| Pand met halsgevel | Gebouw                   | ca. 1700                                            |                         | Keizersgracht 737                | 52° 21' 51" NB, 4° 53' 58" OL | 2434   | Meer afbeeldingen |
| Pand met halsgevel | Gebouw                   | ca. 1700                                            |                         | Keizersgracht 739                | 52° 21' 52" NB, 4° 53' 58" OL | 2435   | Meer afbeeldingen |
| Pand met halsgevel | Gebouw                   | ca. 1700                                            |                         | Keizersgracht 741                | 52° 21' 52" NB, 4° 53' 59" OL | 2436   | Meer afbeeldingen |
| Dubbel huis met gevel in drie vensterassen | Gebouw                   | tweede helft 17e eeuw                               |                         | Keizersgracht 743                | 52° 21' 52" NB, 4° 53' 59" OL | 2437   | Meer afbeeldingen |
| Huis verbouwd tot woningen boven een doorgang voor koetsen | Gebouw                   | ca. 1700 na 1785 (verb.)                            |                         | Keizersgracht 745                | 52° 21' 52" NB, 4° 53' 60" OL | 2438   | Meer afbeeldingen |
| Huis met rechtgezette en van een rechte lijst voorziene gevel | Gebouw                   | ca. 1700                                            |                         | Keizersgracht 747                | 52° 21' 52" NB, 4° 53' 60" OL | 2439   | Meer afbeeldingen |
| Pand met halsgevel | Gebouw                   | ca. 1700                                            |                         | Keizersgracht 749                | 52° 21' 52" NB, 4° 54' 0" OL  | 2440   | Meer afbeeldingen |
| Pand met halsgevel | Gebouw                   | ca. 1700                                            |                         | Keizersgracht 753                | 52° 21' 52" NB, 4° 54' 1" OL  | 2441   | Meer afbeeldingen |
| Koetshuis met zandstenen gevel voorzien van brede boogdeuren in de middenrisaliet | Gebouw                   | mogelijk tweede helft 17e eeuw                      |                         | Keizersgracht 755                | 52° 21' 52" NB, 4° 54' 1" OL  | 2442   | Meer afbeeldingen |
| Breed, thans in tweeën verdeeld dubbel huis waarvan de gevel wordt beëindigd door een triglyfenlijst en fronton                                                                      | Gebouw                   | tweede helft 17e eeuw                               |                         | Keizersgracht 757A               | 52° 21' 52" NB, 4° 54' 2" OL  | 2443   | Meer afbeeldingen |
| Pand met halsgevel | Gebouw                   | eerste kwart 18e eeuw                               |                         | Keizersgracht 759                | 52° 21' 52" NB, 4° 54' 2" OL  | 2444   | Meer afbeeldingen |
| Pand met gevel onder armelijke rollagentop | Gebouw                   | 18e/19e eeuw                                        |                         | Keizersgracht 761                | 52° 21' 52" NB, 4° 54' 2" OL  | 2445   | Meer afbeeldingen |
| Pand met halsgevel | Gebouw                   | eerste kwart 18e eeuw                               |                         | Keizersgracht 763                | 52° 21' 52" NB, 4° 54' 2" OL  | 2446   | Meer afbeeldingen |
| Dwarshuis met hoeklisenen aan de gevel | Gebouw                   | tweede helft 17e eeuw                               |                         | Keizersgracht 765                | 52° 21' 52" NB, 4° 54' 3" OL  | 2447   | Dwarshuis met hoeklisenen aan de gevel |
| Hoekhuis aan de Amstel vanwege de incomplete zandstenen afdekkingen van de klokvormige top                                                                                           | Gebouw                   | 1940 (huis) derde kwart 17e eeuw (top)              |                         | Keizersgracht 767                | 52° 21' 52" NB, 4° 54' 3" OL  | 2448   | Meer afbeeldingen |
| Pand met gevel onder rechte lijst | Gebouw                   | eerste helft 19e eeuw                               |                         | Keizersgracht 662                | 52° 21' 49" NB, 4° 53' 33" OL | 2692   | Meer afbeeldingen |
| Pand met gevel onder verhoogde lijst met consoles, met fraai gesneden deur en deurkalf                                                                                               | Gebouw                   | ca. 1750                                            |                         | Keizersgracht 664                | 52° 21' 48" NB, 4° 53' 34" OL | 2693   | Pand met gevel onder verhoogde lijst met consoles, met fraai gesneden deur en deurkalf                                                                                               |
| Bankgebouw Javasche Bank | Handel en kantoor        | 1937-1939                                           |                         | Keizersgracht 666A t/m C         | 52° 21' 48" NB, 4° 53' 34" OL | 518374 | Bankgebouw Javasche Bank |
| Dubbel huis met rijk gebeeldhouwde zandstenen gevel met middenrisaliet, onder rechte lijst en fronton                                                                                | Gebouw                   | tweede helft 19e eeuw                               |                         | Keizersgracht 670                | 52° 21' 48" NB, 4° 53' 35" OL | 2694   | Meer afbeeldingen |
| Museum Van Loon: dubbel huis met zandstenen gevel onder triglyfenlijst en attiek, met middenpartij waarin balcon                                                                     | Woonhuis                 | 1671                                                |                         | Keizersgracht 672                | 52° 21' 48" NB, 4° 53' 36" OL | 2695   | Meer afbeeldingen |
| Dubbel huis met zandstenen gevel onder triglyfenlijst en attiek, met middenpartij waarin balcon                                                                                      | Gebouw                   | 1671                                                |                         | Keizersgracht 674                | 52° 21' 48" NB, 4° 53' 37" OL | 2696   | Meer afbeeldingen |
| Nieuwe Waalse Kerk | Kerk en kerkonderdeel    | 1854-1856                                           |                         | Keizersgracht 676                | 52° 21' 48" NB, 4° 53' 38" OL | 518336 | Meer afbeeldingen |
| Pand met halsgevel | Gebouw                   | 17e/19e eeuw                                        |                         | Keizersgracht 678                | 52° 21' 48" NB, 4° 53' 38" OL | 2697   | Meer afbeeldingen |
| Pand met halsgevel | Gebouw                   | tweede helft 17e eeuw                               |                         | Keizersgracht 680                | 52° 21' 48" NB, 4° 53' 39" OL | 2698   | Meer afbeeldingen |
| Pand met gevel onder rechte klossenlijst | Gebouw                   | 18e/19e eeuw                                        |                         | Keizersgracht 682                | 52° 21' 48" NB, 4° 53' 39" OL | 2699   | Meer afbeeldingen |
| Pand met halsgevel | Gebouw                   | tweede helft 17e eeuw                               |                         | Keizersgracht 684                | 52° 21' 48" NB, 4° 53' 39" OL | 2700   | Meer afbeeldingen |
| Pand met gevel onder rechte lijst met consoles | Gebouw                   | 18e/19e eeuw                                        |                         | Keizersgracht 686                | 52° 21' 48" NB, 4° 53' 39" OL | 2701   | Pand met gevel onder rechte lijst met consoles |
| Pand met gevel onder rechte klossenlijst met consoles waarboven een schilddakje met dakkapel                                                                                         | Gebouw                   | tweede kwart 18e eeuw                               |                         | Keizersgracht 688                | 52° 21' 48" NB, 4° 53' 40" OL | 2702   | Pand met gevel onder rechte klossenlijst met consoles waarboven een schilddakje met dakkapel                                                                                         |
| Pand met gevel met versierde stoep uit de bouwtijd en bekroond door een gesneden lijst met consoles waarboven een schilddakje met dakkapel                                           | Woonhuis                 | tweede kwart 18e eeuw                               |                         | Keizersgracht 690                | 52° 21' 48" NB, 4° 53' 40" OL | 2703   | Meer afbeeldingen |
| Pand met gevel onder klokvormige top met rollagen | Gebouw                   | 17e/18e eeuw                                        |                         | Keizersgracht 692                | 52° 21' 48" NB, 4° 53' 41" OL | 2704   | Pand met gevel onder klokvormige top met rollagen |
| Pand onder rechte lijst | Gebouw                   | 18e/19e eeuw                                        |                         | Keizersgracht 694                | 52° 21' 48" NB, 4° 53' 41" OL | 2705   | Pand onder rechte lijst |
| Pand met halsgevel | Woonhuis                 | tweede helft 17e eeuw                               |                         | Keizersgracht 696                | 52° 21' 48" NB, 4° 53' 41" OL | 2706   | Pand met halsgevel |
| Pand met gevel onder rechte triglyfenlijst met consoles waarboven een dwars dak met dakkapel, empire roedenverdeling                                                                 | Woonhuis                 | mogelijk derde kwart 18e eeuw                       |                         | Keizersgracht 698                | 52° 21' 47" NB, 4° 53' 41" OL | 2707   | Meer afbeeldingen |
| Pand met gevel onder rechte lijst | Woonhuis                 | 18e of eerste helft 19e eeuw                        |                         | Keizersgracht 700                | 52° 21' 47" NB, 4° 53' 42" OL | 2708   | Meer afbeeldingen |
| Pand met halsgevel van het type met het 'doorboorde-bloem-motief' | Gebouw                   | eerste kwart 18e eeuw                               |                         | Keizersgracht 702                | 52° 21' 47" NB, 4° 53' 42" OL | 2709   | Meer afbeeldingen |
| Huis onder rechte klossenlijst met attiek | Woonhuis                 | derde kwart 17e eeuw                                |                         | Keizersgracht 704                | 52° 21' 48" NB, 4° 53' 42" OL | 2710   | Meer afbeeldingen |
| Huis onder rechte klossenlijst met attiek | Gebouw                   | derde kwart 17e eeuw                                |                         | Keizersgracht 706                | 52° 21' 47" NB, 4° 53' 43" OL | 2711   | Meer afbeeldingen |
| Pand met klokgevel onder siertrossen | Gebouw                   | tweede helft 18e eeuw                               |                         | Keizersgracht 708                | 52° 21' 47" NB, 4° 53' 44" OL | 2712   | Meer afbeeldingen |
| Pakhuis met puntgevel | Gebouw                   | 18e eeuw                                            |                         | Keizersgracht 710                | 52° 21' 47" NB, 4° 53' 44" OL | 2713   | Meer afbeeldingen |
| Huis met gevel onder rechte lijst | Gebouw                   | 17e/19e eeuw                                        |                         | Keizersgracht 712                | 52° 21' 47" NB, 4° 53' 44" OL | 2714   | Meer afbeeldingen |
| Huis met gevel onder rechte klossenlijst | Gebouw                   | 17e/19e eeuw                                        |                         | Keizersgracht 714                | 52° 21' 47" NB, 4° 53' 45" OL | 2715   | Huis met gevel onder rechte klossenlijst |
| Hoekhuis met later versoberde klokgevel | Gebouw                   | 1671                                                |                         | Keizersgracht 716                | 52° 21' 47" NB, 4° 53' 47" OL | 2716   | Meer afbeeldingen |
| Pand met gevel onder rechte lijst met dakkapel | Gebouw                   | eerste kwart 19e eeuw                               |                         | Keizersgracht 718                | 52° 21' 47" NB, 4° 53' 47" OL | 2717   | Meer afbeeldingen |
| Pand met gevel onder rechte lijst met triglyfen | Woonhuis                 | 18e eeuw                                            |                         | Keizersgracht 720                | 52° 21' 47" NB, 4° 53' 47" OL | 2718   | Meer afbeeldingen |
| Pand met gevel onder gesneden rechte lijst | Woonhuis                 | ca. 1750                                            |                         | Keizersgracht 722                | 52° 21' 47" NB, 4° 53' 47" OL | 2719   | Meer afbeeldingen |
| Pand met gevel onder rechte triglyfenlijst, met onderpui waarin middenrisaliet en geblokte hoeklisenen                                                                               | Gebouw                   | laatste kwart 18e eeuw                              |                         | Keizersgracht 724A               | 52° 21' 48" NB, 4° 53' 48" OL | 2720   | Meer afbeeldingen |
| Pand met gevel onder rechte lijst | Gebouw                   | eerste helft 19e eeuw                               |                         | Keizersgracht 726                | 52° 21' 48" NB, 4° 53' 48" OL | 2721   | Meer afbeeldingen |
| Pand met gevel onder rechte lijst | Gebouw                   | mogelijk 1660                                       |                         | Keizersgracht 728                | 52° 21' 48" NB, 4° 53' 48" OL | 2722   | Pand met gevel onder rechte lijst |
| Groep van drie huizen achter gemeenschappelijke zandstenen gevel met middenrisaliet en rechte triglyfenlijst                                                                         | Woonhuis                 | derde kwart 17e eeuw                                |                         | Keizersgracht 730                | 52° 21' 48" NB, 4° 53' 49" OL | 2723   | Meer afbeeldingen |
| Pand met gepleisterde gevel onder rechte lijst met reeks consoles | Gebouw                   | eerste kwart 19e eeuw                               |                         | Keizersgracht 736B               | 52° 21' 48" NB, 4° 53' 49" OL | 2724   | Pand met gepleisterde gevel onder rechte lijst met reeks consoles |
| Pand met gevel onder rechte lijst | Gebouw                   | 19e eeuw                                            |                         | Keizersgracht 738A               | 52° 21' 48" NB, 4° 53' 50" OL | 2725   | Pand met gevel onder rechte lijst |
| Pand met gevel onder rechte lijst | Gebouw                   | eerste helft 19e eeuw                               |                         | Keizersgracht 740                | 52° 21' 48" NB, 4° 53' 50" OL | 2726   | Pand met gevel onder rechte lijst |
| Pand met gevel onder rechte lijst | Woonhuis                 | eerste helft 19e eeuw                               |                         | Keizersgracht 742                | 52° 21' 48" NB, 4° 53' 50" OL | 2727   | Pand met gevel onder rechte lijst |
| Huis met gevel onder rechte lijst | Woonhuis                 | derde kwart 19e eeuw                                |                         | Keizersgracht 744                | 52° 21' 48" NB, 4° 53' 51" OL | 2728   | Huis met gevel onder rechte lijst |
| Tuinhuis | Onderdeel woningen e.d.  | eind 19e eeuw                                       |                         | Keizersgracht bij 744            | 52° 21' 47" NB, 4° 53' 51" OL | 528265 | Upload foto |
| Pand met gevel onder rechte lijst | Gebouw                   | 18e/19e eeuw                                        |                         | Keizersgracht 746                | 52° 21' 48" NB, 4° 53' 51" OL | 2729   | Meer afbeeldingen |
| Pand met gevel onder rechte lijst met dakkapel | Gebouw                   | eerste helft 19e eeuw                               |                         | Keizersgracht 748                | 52° 21' 48" NB, 4° 53' 51" OL | 2730   | Pand met gevel onder rechte lijst met dakkapel |
| Pand met halsgevel | Gebouw                   | 17e/18e eeuw                                        |                         | Keizersgracht 750                | 52° 21' 48" NB, 4° 53' 51" OL | 2731   | Pand met halsgevel |
| Pand met halsgevel | Woonhuis                 | 17e/18e eeuw                                        |                         | Keizersgracht 752                | 52° 21' 48" NB, 4° 53' 52" OL | 2732   | Pand met halsgevel |
| Pand met gevel onder rechte lijst | Gebouw                   | 17e/18e eeuw                                        |                         | Keizersgracht 754                | 52° 21' 48" NB, 4° 53' 52" OL | 2733   | Pand met gevel onder rechte lijst |
| Pand met gevel onder versierde lijst en attiek, met gebeeldhouwde kelderpui, -stoep en deuromlijsting, evenals vijf flesbalusters                                                    | Woonhuis                 | 18e/19e eeuw                                        |                         | Keizersgracht 756                | 52° 21' 48" NB, 4° 53' 52" OL | 2734   | Meer afbeeldingen |
| Pand met smalle gevel onder rechte lijst | Gebouw                   | 18e/19e eeuw                                        |                         | Keizersgracht 760                | 52° 21' 49" NB, 4° 53' 53" OL | 2735   | Pand met smalle gevel onder rechte lijst |
| Huis met gevel onder rechte lijst | Gebouw                   | 1670 of 1676                                        |                         | Keizersgracht 762                | 52° 21' 49" NB, 4° 53' 53" OL | 2736   | Huis met gevel onder rechte lijst |
| Huis met gevel onder rechte lijst | Gebouw                   | 1670 of 1676                                        |                         | Keizersgracht 764                | 52° 21' 49" NB, 4° 53' 53" OL | 2737   | Huis met gevel onder rechte lijst |
| Woonhuis voor de bakker | Woonhuis                 | 1894                                                | G. van Arkel            | Keizersgracht 766                | 52° 21' 49" NB, 4° 53' 55" OL | 518350 | Meer afbeeldingen |
| Huis met gevel onder rechte lijst op oudere onderpui | Gebouw                   | 17e/19e eeuw                                        |                         | Keizersgracht 768                | 52° 21' 49" NB, 4° 53' 55" OL | 2738   | Huis met gevel onder rechte lijst op oudere onderpui |
| Huis met gevel onder rechte lijst | Gebouw                   | mogelijk 18e eeuw                                   |                         | Keizersgracht 770A               | 52° 21' 49" NB, 4° 53' 56" OL | 2739   | Meer afbeeldingen |
| Huis met gevel onder rechte lijst | Woonhuis                 | begin 18e eeuw                                      |                         | Keizersgracht 772I               | 52° 21' 49" NB, 4° 53' 56" OL | 2740   | Meer afbeeldingen |
| Huis met gevel waarvan de hals | Gebouw                   | begin 18e eeuw                                      |                         | Keizersgracht 774                | 52° 21' 49" NB, 4° 53' 56" OL | 2741   | Meer afbeeldingen |
| Huis met gevel waarvan de hals | Gebouw                   | begin 18e eeuw                                      |                         | Keizersgracht 776                | 52° 21' 49" NB, 4° 53' 56" OL | 2742   | Meer afbeeldingen |
| Pand met halsgevel | Gebouw                   | laatste kwart 17e eeuw                              |                         | Keizersgracht 778                | 52° 21' 49" NB, 4° 53' 56" OL | 2743   | Pand met halsgevel |
| Pand met halsgevel | Gebouw                   | laatste kwart 17e eeuw                              |                         | Keizersgracht 780                | 52° 21' 49" NB, 4° 53' 57" OL | 2744   | Pand met halsgevel |
| Pand met halsgevel | Gebouw                   | laatste kwart 17e eeuw                              |                         | Keizersgracht 782                | 52° 21' 49" NB, 4° 53' 57" OL | 2745   | Pand met halsgevel |
| Pand met halsgevel | Gebouw                   | laatste kwart 17e eeuw                              |                         | Keizersgracht 784                | 52° 21' 49" NB, 4° 53' 57" OL | 2746   | Pand met halsgevel |
| Pand met halsgevel | Gebouw                   | laatste kwart 17e eeuw                              |                         | Keizersgracht 786                | 52° 21' 49" NB, 4° 53' 58" OL | 2747   | Pand met halsgevel |
| Pand met halsgevel met 2 oeils-de-boeuf | Gebouw                   | ca. 1700                                            |                         | Keizersgracht 788I               | 52° 21' 49" NB, 4° 53' 58" OL | 2748   | Pand met halsgevel met 2 oeils-de-boeuf |
| Pand met halsgevel met 2 oeils-de-boeuf | Gebouw                   | ca. 1700 (bouw) 19e eeuw (gewijzigd)                |                         | Keizersgracht 790                | 52° 21' 50" NB, 4° 53' 58" OL | 2749   | Pand met halsgevel met 2 oeils-de-boeuf |
| Pand met gevel onder rechte lijst | Gebouw                   | ca. 1700                                            |                         | Keizersgracht 792                | 52° 21' 49" NB, 4° 53' 59" OL | 2750   | Pand met gevel onder rechte lijst |
| Pand met tot klokgevel verbouwde halsgevel met twee oeils-de-boeuf | Gebouw                   | tweede helft 17e eeuw (gevel) 19e eeuw (verbouwing) |                         | Keizersgracht 794                | 52° 21' 50" NB, 4° 53' 59" OL | 2751   | Pand met tot klokgevel verbouwde halsgevel met twee oeils-de-boeuf |
| Pand met gevel onder rechte lijst | Gebouw                   | 18e/19e eeuw                                        |                         | Keizersgracht 796                | 52° 21' 50" NB, 4° 53' 59" OL | 2752   | Pand met gevel onder rechte lijst |
| Pand met smalle met gepleisterde gevel onder rechte lijst en voorzien van vensteromlijstingen                                                                                        | Gebouw                   | mogelijk eerste kwart 19e eeuw                      |                         | Keizersgracht 798                | 52° 21' 50" NB, 4° 53' 59" OL | 2753   | Pand met smalle met gepleisterde gevel onder rechte lijst en voorzien van vensteromlijstingen                                                                                        |
| Pand met gepleisterde gevel met vensteromlijstingen en rechte lijst | Gebouw                   | derde kwart 19e eeuw                                |                         | Keizersgracht 800                | 52° 21' 50" NB, 4° 53' 59" OL | 2754   | Pand met gepleisterde gevel met vensteromlijstingen en rechte lijst |
| Dubbel huis met gevel, voorzien van een middenrisaliet, onder rechte triglyfenlijst                                                                                                  | Gebouw                   | 1761                                                |                         | Keizersgracht 804A               | 52° 21' 50" NB, 4° 54' 0" OL  | 2755   | Dubbel huis met gevel, voorzien van een middenrisaliet, onder rechte triglyfenlijst                                                                                                  |
| Twee huizen achter gezamenlijke gevel met middenrisaliet | Woonhuis                 | 18e/19e eeuw                                        |                         | Keizersgracht 806A               | 52° 21' 50" NB, 4° 54' 1" OL  | 2756   | Twee huizen achter gezamenlijke gevel met middenrisaliet |
| Dubbel huis met gevel onder rechte lijst met consoles | Gebouw                   | 18e/19e eeuw                                        |                         | Keizersgracht 810A               | 52° 21' 50" NB, 4° 54' 2" OL  | 2757   | Meer afbeeldingen |
| Huis met gepleisterde en rechtgezette gevel onder rechte lijst | Gebouw                   | 17e/19e eeuw                                        |                         | Keizersgracht 812                | 52° 21' 50" NB, 4° 54' 2" OL  | 2758   | Huis met gepleisterde en rechtgezette gevel onder rechte lijst |
| Huis met gevel waarvan de hals is vervangen door een beëindiging onder rechte lijst                                                                                                  | Gebouw                   | 17e/19e eeuw                                        |                         | Keizersgracht 814                | 52° 21' 50" NB, 4° 54' 3" OL  | 2759   | Huis met gevel waarvan de hals is vervangen door een beëindiging onder rechte lijst                                                                                                  |
| Speel- of tuinhuis | Gebouw                   | laat 18e of vroeg 19e eeuw                          |                         | Keizersgracht 814                | 52° 21' 50" NB, 4° 54' 3" OL  | 450230 | Meer afbeeldingen |
| Pand met klokgevel met twee oeils-de-boeuf en festoen | Gebouw                   | 1672                                                |                         | Keizersgracht 818                | 52° 21' 50" NB, 4° 54' 3" OL  | 2760   | Pand met klokgevel met twee oeils-de-boeuf en festoen |
| Pand met gevel met hardstenen hoekrisalieten, gesneden vensteromlijstingen en rechte lijst                                                                                           | Gebouw                   | derde kwart 19e eeuw                                |                         | Keizersgracht 820                | 52° 21' 50" NB, 4° 54' 3" OL  | 2761   | Pand met gevel met hardstenen hoekrisalieten, gesneden vensteromlijstingen en rechte lijst                                                                                           |
| Pand met klokgevel met oeils-de-boeuf, festoen en jaartallint | Gebouw                   | 1672                                                |                         | Keizersgracht 822                | 52° 21' 51" NB, 4° 54' 3" OL  | 2762   | Pand met klokgevel met oeils-de-boeuf, festoen en jaartallint |
| Pand met gevel in traditionele vormen onder rechte lijst | Gebouw                   | derde kwart 19e eeuw                                |                         | Keizersgracht 824                | 52° 21' 51" NB, 4° 54' 4" OL  | 2763   | Pand met gevel in traditionele vormen onder rechte lijst |